# Наследници (филм из 2015)
Наследници (енгл. Descendants) амерички је телевизијски филм из 2015. године. Филм је снимио Дизни канал, док главне улоче тумаче Дав Камерон, Софија Карсон, Бубу Стјуарт и Камерон Бојс.
Наследници су један од најгледанијих филмова Дизни канала, са више од 6,6 милиона гледалаца током премијерног емитовања. Филм прати живот и сналажење наследника познатих зликоваца из бајки: Грдане, Зле краљице, Џафара и Круеле де Вил.
У Србији, Црној Гори, Босни и Херцеговини и Северној Македонији, филм је премијерно емитован 18. септембра 2015. године на Дизни каналу титлован на српски језик. Титлове је радио студио Ес-Ди-Ај мидија.

## Радња
Након венчања, Звер и Лепотица ујединили су све ликове из бајки у државу Орадон у Сједињеним Америчким Државама. Они постају краљ и краљица те мале државе. Зликовци из њихових бајки су на Острву Изгубљених, а око острва се налази баријера коју не могу прећи. Након неколико година, син принцезе Беле и Звери треба да буде крунисан. Његова прва одлука, као краља јесте да се позову четири тинејџера са Острва Изгубљених и да несметано похађају школу у Орадону. Бенови родитељи се не слажу са тим, али ипак пристају. Карлос, Круелин син, Џеј, Џафаров син, Иви, кћерка зле краљице и Мал, Грданина кћерка. Ово четворо младих људи, наследника долази у средњу школу и њихов циљ јесте да украду чаробни штапић, којим је Вила помогла пепељузи да оде на бал.
Иако ненадано, свако од ових младих људи проналази себе. Џеј постаје најбољи спортиста у школском тиму, Карлос упознаје младог пса и постају нераздвојни, Иви се истиче у академским наукама, а Мал постаје блага и осетљива девојка.
Када Мал сазна да једино Бенова девојка може да седи поред штапића, она припрема љубавни колач и убеђује Бена да га поједе. Иако Бен пије напитак и заљубљује се у Мал, након што скочи у језеро тај напитак престаје да делује, али Бен открива своја права осећања према Мал. На једној прослави Бен упознаје Мел са својим родитељима, а они остају без текста. Мајка успаване лепотице, упознаје Мал и када схвати ко је она побесни. На крунисању, Џејн, кћи добре виле узима магични штапић желевши да се пролепша. Због непажње Џејн ослобађа баријеру, те Грдана долази на двор. На двору настаје прави лом, Грдана залеђује све осим наследника, али Мал креће у борбу са њом и након јаке и тешке борбе, Грдана се претвара у малог гуштера. Мел и Бен уживају на великом весељу, које је приређено поводом његовог крунисања, а Зла Краљица, Круела и Џафар, кроз свој прозор посматрају прославу. У последњој сцени, Мал нам говори да причи није крај.

## Улоге
| Глумац          | Улога                     |
| --------------- | ------------------------- |
| Дав Камерон     | Мал, Грданина кћи         |
| Камерон Бојс    | Карлос, Круелин син       |
| Бубу Стјуарт    | Џеј, Џафаров син          |
| Софија Карсон   | Иви, кћи зле краљице      |
| Мичел Хоуп      | Бен, син лепотице и звери |
| Кристин Ченоует | Грдана                    |

## Занимљивости
- Децембра 2013. најављено је снимање овог филма. А званично снимање је почело у лето 2014.-те.
- У филму се налази 13 потпуно нових музичких нумера, снимљених само за овај филм.
- Премијеру филма је погледало преко 6,6 милиона људи, док је ДВД верзију филма погледало око 10,5 милиона људи.
- Око 85% критика су позитивне.